# Adigrat
Adigrat je grad sjevernoj Etiopiji, u Regiji Tigraj posljednji etiopski veći grad na granici s Eritrejom u Zoni Mibrakavi, upravno središte worede Ganta Afeshum.
Grad leži na Etiopskoj visoravni na nadmorskoj visini od 2457 m, udaljen je oko 117 km od Mek'elea u pravcu sjevera, 41 km do granice s Eritrejom, te 843 km sjeverno od glavnog grada Adis Abebe.
U novije vrijeme 1992., u Adigratu je podignuta najveća farmaceutska tvrtka u Etiopiji - Addis Pharmaceuticals.

## Gradske znamenitosti
Adigrat ima ostatke dvaju dvoraca iz perioda Zemene Mesafint; jedan kojeg je posjedovao Dej Desta i drugi koji je bio posjed rasa Sebhata Aregavija. Ostale znamenitosti grada su:
- Crkva Adigrat Chirkos - iz 19. st. pored dvorca Dej Desta
- Katolička katedrala Krista iskupitelja koju su podigli Talijani 1916. uz pomoć etiopskog umjetnika AfeverkaTeklea
- Talijansko vojno groblje (za 765 Talijana palih između 1935. – 1938.)

## Povijest
Adrigrat je počeo dobivati na važnosti kad ga je ras Sabagadis odabrao za svoje sjedište 1818., ali je odmah nakon njegove smrti izgubio značaj.  Tako da je već u travnju 1842. kad ga je misionar Johann Ludwig Krapf posjetio, zapisao je da je "skoro cijeli u ruševinama", te da obližnje selo Kersaber "veće od Adigrata".
Tijekom Prvog talijansko-abesinskog rata, Talijani su okupirali Adigrat 25. ožujka 1895., i koristili ga kao bazu za prodor prema Mek'eleu. Nakon poraza u Bitci kod Adve, general Antonio Baldissera utvrdio se u Adigratu ali se nakon pregovora s carem Menelikom II. koji je ustrajao na predaji morao povući 18. svibnja 1896. godine.
Za Drugog talijansko-abesinskog rata Talijani su zauzeli Adigrat, bez ikakvog većeg otpora, odmah na početku rata 7. listopada 1935. godine.
Adigrat su zauzeli pobunjenici 25. rujna 1943. za vrijeme Pobune Vojane, vladini dužnosnici su pobjegli u Eritreju.
Do 1970-ih, Adigrat je bio jedini etiopski grad na sjeveru koji je imao srednju školu istočno od Adve i sjeverno od Mek'elea.

## Stanovništvo
Prema podacima Središnje statističke agencije Etiopije -(CSA) za 2005., Adigrat je imao 65,237 stanovnika, od toga je 32,586 muškaraca i 32,651 žena.

## Vanjske poveznice
- John Graham: "Tigray - Axum and Adua - Part 1" (Addis Tribune) (engl.)